# Да Роша, Карлос Алберто
Карлос Алберто да Роша (порт. Carlos Alberto da Rocha; 2 мая 1973) — бразильский футболист, полузащитник. Выступал за бразильские клубы «Итуано», «Коринтианс Паранаэнсе», «Интернасьонал», «Коринтианс Алагоано». В 1997 году приехал в Россию, где сезон отыграл за «Торпедо-Лужники» и два сезона за тульский «Арсенал». Также играл в Грузии за тбилисское «Динамо».
Позже работал грузчиком в городе Порту-Фелис, кормя многодетную семью.